# Середа (Бєлгородська область)
Середа — село в Шебекінському районі (міському окрузі) Бєлгородської області Росії .

## Географічне положення
Село розташоване за 26 кілометрів на південний захід від Шебекіно і за 40 кілометрів на південь від Білгорода на березі річки Муром (спочатку на її правому березі в місці впадання в Муром правого припливу — балки Проворотний яр ; на заході Шебекинського району, на кордоні з Україною .
Нижче за течією річки на відстані менше 1 км розташоване село Зелене (Україна); вище за течією на відстані 8 км розташоване село Муром .

## Історія
Історично, село включило наступні колишні населені пункти: Муравльово (зі сходу), Чуркін (з північного сходу), Безбожний (із заходу) .
- У 1860-х роках на військово-топографічних картах Шуберта Середи та навколишніх хуторів немає.[2]
- У 1937-1941 роках[6], перед ВВВ, в селі ́, що розташовувалося на правому (північному) березі річки Муром, був 41 двір і вітряк .
- У 1937-41 р.р.[6] у селі Муравльово, що розташовувалося на лівому (південному) березі річки Муром, було 73 двори[3] .
- У 1937-41 р.р.[6] в селі (хуторі) ́, що розташовувалося на правому березі річки Муром, були 70 дворів, колодязь і табір.[4] .
- У 1937-41 р.р.[6] на хуторі ́, що розташовувався на лівому березі річки Муром, був 21 двір[5] .
- У 1941 році в селі (хуторі) ́ (нині нежилом) було 37 дворів.[6]

### Друга світова війна
- З кінця жовтня 1941 року по лютий 1943 року і з кінця березня по 9 серпня 1943 року село було окуповане нацистами.
- Під час другої світової війни село було спалено німцями та угорським батальйоном. На території села велися кровопролитні битви Курської битви .

Курська битва проходила саме через наше село Середа Шебекинського району, майже повністю спалене і знищене німцями і угорським батальйоном, що знаходився в ньому… Ми народилися на вкрай зруйнованій за роки війни землі і на власні очі бачили всі жахи її наслідків, спопеленої або зачепленої війною. Буквально кожен метр, а то й кожен сантиметр, звільненої від ворога території був поритий розривами снарядів, осколків і куль; усі найближчі окру́гу, ліси, яри були натикані мінами і бомбами, що не розірвалися. На наших очах уже після війни траплялися моторошні трагедії, коли вибухали діти або трактор, які орали землю.— «АПК»

### Після війни
- Після другої світової війни[коли?] хутора Безбожний, Чуркін та село Муравльово були приєднані до села Середа.
- Після ВВВ (до 1980-х) хутір Вискокий став нежитловим.
- У 1954 році в селі біля будівлі клубу було відкрито пам'ятник полеглим радянським воїнам другої світової війни.[8]
- З 2004[9] до 2018 року.[10] село входило в скасоване Муромське сільське поселення.

Станом на 2023 рік постійне населення села складає 0 людей (село повністю зайняте військовослужбовцями Збройних сил РФ).[джерело?]

## Визначні пам'ятки
Братська могила радянських воїнів, які загинули в роки Великої Вітчизняної війни (1941—1943). Там поховано 18 воїнів.

## Освіта
МБОУ «Середнянська початкова школа — дитячий садок Шебекинського району Білгородської області»

## Зв'язок
У селі є відділення зв'язку Пошти Росії номер 309278.

## Вулиці
У селі є три вулиці:
- вул. Жовтнева
- вул. Першотравнева
- вул. Перемоги

## Населення
| 2002 | 2010 |
| ---- | ---- |
| 331  | ↘327 |